# Katedrála svatého Štěpána (Paříž)
Katedrála svatého Štěpána plným názvem Řecká katedrála svatého Štěpána v Paříži (francouzsky Cathédrale grecque Saint-Étienne/Saint-Stéphane de Paris) je katedrální kostel řecké pravoslavné církve, který se nachází v Paříži v 16. obvodu na ulici Rue Bizet. Kostel je zasvěcen svatému Štěpánovi. Katedrála je sídlem řeckého metropolity ve Francii.

## Historie
Stavba v pseudobyzantském stylu byla vysvěcena v prosinci 1895. V roce 1953 se kostel stal sídlem biskupa a v roce 1963 sídlem řeckého metropolity ve Francii. Dne 26. června 1995 byla zapsána mezi historické památky.